# Az Európai Unió Tanácsának elnöksége
Az EU Tanácsa soros elnökségét a tagállamok látják el a 2030-ig előre meghatározott érvényes sorrendben. A féléves elnöki periódusokat minden év júniusában és decemberében az Európai Tanács rendes ülései zárják le. Féléves periódusokban az Európai Unió Tanácsának megelőző, aktuális és következő soros elnökéből álló Elnöki Trojkák, vagy EU Triók követik egymást.

## Magyar elnökségek

### A 2011-es magyar elnökség
Magyarországnak először a 2010. január 1. és 2011. június 30. közötti spanyol–belga–magyar „eutrió” keretében jutott a soros elnöki szerep. Az elnökséget 2010 első felében Spanyolország, második felében Belgium látta el, majd a magyar elnökség következett 2011. január 1-jétől június 30-ig.
Magyarországtól – a 2011. július 1. és 2012. december 31. közötti lengyel–dán–ciprusi Elnöki Trojka első tagjaként – Lengyelország vette át a soros elnökség „stafétáját”, melyet 2012. január 1-jétől hat hónapra Dánia vitt tovább. A dánok az Európai Unió történetének egyik legnehezebb időszakában töltötték be a soros elnöki tisztet és a problémák különösen súlyos részét a kerek tíz éve épp ugyanezen a napon, 2002. január 1-jén 12 európai ország hivatalos fizetőeszközévé vált euró és eurózóna, átfogóbban az unió pénzügyi gondjai jelentik.

### A 2024-es magyar elnökség
Magyarországnak másodszor a 2023. július 1. és 2024. december 31. közötti spanyol–belga–magyar „eutrió” keretében jutott a soros elnöki szerep. Az elnökséget 2023 második felében Spanyolország, 2024 első felében Belgium látta el, amely után a 2024-es magyar elnökség következett július 1-jétől december 31-ig.
A következő soros elnökséget 2025. január 1. és június 30. között Lengyelország tölti be.

## A soros elnökség funkciói
A soros elnökségi tisztet betöltő ország több szempontból, elsősorban a politikai napirend meghatározása révén jelentős befolyással bír az Unió tevékenységének alakítására. Ugyanakkor az elnök hagyományos kötelessége, hogy nemzeti érdekeit háttérbe szorítsa a viták során, töltsön be közvetítő szerepet, segítsen a kompromisszum kialakításában. Az elnöki székből nem szabad nemzeti álláspontot képviselni, ezért az üléseken az elnökséget adó ország más képviselője is jelen van, aki – ha erre feltétlenül szükség van – az elnökséget adó ország nemzeti álláspontját a tagállamok soraiból felszólalva fogalmazza meg. Az elnökséget adó ország az adott félévben az uniós ügyeket illetően, de szélesebb értelemben is, az európai figyelem középpontjába kerül. Bár az elnökségi feladatok elsősorban technikai, szervezési jellegűek, és a lisszaboni szerződés elfogadása óta bizonyos mértékben csökkentek is, egy ilyen féléves periódus még mindig komoly lehetőséget jelent az adott tagállam számára saját képességei felmutatására.
A soros elnök feladatai közé tartozik a Tanács és munkacsoportjai ülései napirendjének meghatározása, azok összehívása és levezetése. A lisszaboni szerződés életbe lépése óta a külügyminiszteri összetételben ülésező Tanácsnak állandó elnöke van: az EU kül- és biztonságpolitikai főképviselője („az EU külügyminisztere”), jelenleg Josep Borrell. A Tanács további ülésein az EU soros elnökségét betöltő ország érintett minisztere elnököl. Például ha Magyarország tölti be a soros elnökséget, akkor a környezetvédelmi témában ülésező Tanács elnöke a magyar környezetvédelmi miniszter lesz.
Az Európai Tanács üléseit, amely nem összetévesztendő az Európai Unió Tanácsával, hiszen két különböző intézményről van szó, pedig az Európai Tanács állandó elnöke, jelenleg Charles Michel vezeti.
Az elnöki tisztet kezdetben az országok saját nyelvükön írt ábécérendjének sorrendjében töltötték be a tagállamok. Ennek hátránya az volt, hogy mindig ugyanazokra az államokra jutott a nyári és karácsonyi szüneteket is magába foglaló, „rövidebb” elnökség. 1993 januárjától, a 10. elnökségi ciklusban felcserélték az éves elnökségpárokat, így Dánia (Danmark) megelőzte Belgiumot (Belgique), Görögország (Ellász) Németországot (Deutschland) stb. A ciklus végén eltérő kört állapítottak meg, oly módon, hogy valamennyi elnökségi trojkában részt vegyen egy nagy állam.
2004 végén, a holland elnökség idején döntés született az elnöki periódusok elosztásáról 2020-ig, a táblázat szerint. A hármas csoportokba sorolt elnöki periódusok országai szorosan együttműködnek feladataik ellátásában, különös tekintettel a féléves periódusokon túlnyúló ügyekre. (E hármas csoportokat szokásosan Trojkának vagy Triónak nevezik.) Az Európai Alkotmány tervezetének sikertelen elfogadtatása után elfogadott lisszaboni szerződés a soros elnökség intézményében alacsonyabb szinten is jelentős változtatásokat hozott, különösen a kül- és biztonságpolitika területén. Itt a munkacsoportok vezetését ezentúl a 2010 folyamán létrejövő Európai Külügyi Szolgálat munkatársai veszik át.
ma== Az elnöki periódusok listája ==
Az elnöki periódusokat 2020 első félévéig a Tanács elnöki tisztsége betöltési sorrendjének meghatározásáról szóló 2007/5/EK, Euratom tanácsi határozat tartalmazza. Ez a jogszabály nem tér ki Horvátországra, tehát elképzelhető, hogy egy leendő horvát elnökség beiktatása érdekében módosulni fog.
Az alábbi táblázat az eddigi (és a tervezett jövőbeli), az Európai Unió Tanácsának elnökségét adó országokat sorolja fel, a külügyminiszterekkel együtt, akik az Általános Ügyek Tanácsának elnökét adták. Az 1974-től formális üléseket tartó Európai Tanács elnöke korábban az Európai Unió Tanácsának elnökségét ellátó ország kormány- vagy államfője volt. 2009. december 1-jén életbe lépett lisszaboni szerződés létrehozta az Európai Tanács állandó elnöki posztját, így annak már nincs köze az elnökséget aktuálisan ellátó országhoz.
| Időszak | Időszak   | Trió               | Ország                                                                     | Az Európai Tanács elnöke (1958-2009) A soros államfő vagy kormányfő (2009-től) | Az Általános Ügyek Tanácsának elnöke (a soros külügyminiszter) | Weboldal                                                                   | Fő szócikk                 |
| ------- | --------- | ------------------ | -------------------------------------------------------------------------- | ------------------------------------------------------------------------------ | -------------------------------------------------------------- | -------------------------------------------------------------------------- | -------------------------- |
| 1958    | jan.–jún. |                    | Belgium                                                                    | Achille Van Acker, június 26-tól Gaston Eyskens                                | Victor Larock                                                  |                                                                            |                            |
| 1958    | júl.–dec. | NSZK               | Konrad Adenauer                                                            | Heinrich von Brentano                                                          |                                                                |                                                                            |                            |
| 1959    | jan.–jún. | Franciaország      | Charles de Gaulle, január 8-tól Michel Debré                               | Maurice Couve de Murville                                                      |                                                                |                                                                            |                            |
| 1959    | júl.–dec. | Olaszország        | Antonio Segni                                                              | Giuseppe Pella                                                                 |                                                                |                                                                            |                            |
| 1960    | jan.–jún. | Luxemburg          | Pierre Werner                                                              | Eugène Schaus                                                                  |                                                                |                                                                            |                            |
| 1960    | júl.–dec. | Hollandia          | Jan de Quay                                                                | Joseph Luns                                                                    |                                                                |                                                                            |                            |
| 1961    | jan.–jún. | Belgium            | Gaston Eyskens, április 25-től Théo Lefèvre                                | Paul-Henri Spaak                                                               |                                                                |                                                                            |                            |
| 1961    | júl.–dec. | NSZK               | Konrad Adenauer                                                            | Gerhard Schröder                                                               |                                                                |                                                                            |                            |
| 1962    | jan.–jún. | Franciaország      | Michel Debré, április 14-től Georges Pompidou                              | Maurice Couve de Murville                                                      |                                                                |                                                                            |                            |
| 1962    | júl.–dec. | Olaszország        | Amintore Fanfani                                                           | Emilio Colombo                                                                 |                                                                |                                                                            |                            |
| 1963    | jan.–jún. | Luxemburg          | Pierre Werner                                                              | Eugène Schaus                                                                  |                                                                |                                                                            |                            |
| 1963    | júl.–dec. | Hollandia          | Jan de Quay, július 24-től Victor Marijnen                                 | Joseph Luns                                                                    |                                                                |                                                                            |                            |
| 1964    | jan.–jún. | Belgium            | Théo Lefèvre                                                               | Hendrik Fayat                                                                  |                                                                |                                                                            |                            |
| 1964    | júl.–dec. | NSZK               | Ludwig Erhard                                                              | Gerhard Schröder                                                               |                                                                |                                                                            |                            |
| 1965    | jan.–jún. | Franciaország      | Georges Pompidou                                                           | Maurice Couve de Murville                                                      |                                                                |                                                                            |                            |
| 1965    | júl.–dec. | Olaszország        | Aldo Moro                                                                  | Amintore Fanfani                                                               |                                                                |                                                                            |                            |
| 1966    | jan.–jún. | Luxemburg          | Pierre Werner                                                              | Pierre Werner                                                                  |                                                                |                                                                            |                            |
| 1966    | júl.–dec. | Hollandia          | Jo Cals, november 22-től Jelle Zijlstra                                    | Barend Biesheuvel                                                              |                                                                |                                                                            |                            |
| 1967    | jan.–jún. | Belgium            | Paul Vanden Boeynants                                                      | Renaat Van Elslande                                                            |                                                                |                                                                            |                            |
| 1967    | júl.–dec. | NSZK               | Kurt Georg Kiesinger                                                       | Willy Brandt                                                                   |                                                                |                                                                            |                            |
| 1968    | jan.–jún. | Franciaország      | Georges Pompidou                                                           | Maurice Couve de Murville                                                      |                                                                |                                                                            |                            |
| 1968    | júl.–dec. | Olaszország        | Giovanni Leone, december 12-től Mariano Rumor                              | Giuseppe Medici                                                                |                                                                |                                                                            |                            |
| 1969    | jan.–jún. | Luxemburg          | Pierre Werner                                                              | Pierre Grégoire                                                                |                                                                |                                                                            |                            |
| 1969    | júl.–dec. | Hollandia          | Piet de Jong                                                               | Joseph Luns                                                                    |                                                                |                                                                            |                            |
| 1970    | jan.–jún. | Belgium            | Gaston Eyskens                                                             | Pierre Harmel                                                                  |                                                                |                                                                            |                            |
| 1970    | júl.–dec. | NSZK               | Willy Brandt                                                               | Walter Scheel                                                                  |                                                                |                                                                            |                            |
| 1971    | jan.–jún. | Franciaország      | Jacques Chaban-Delmas                                                      | Maurice Schumann                                                               |                                                                |                                                                            |                            |
| 1971    | júl.–dec. | Olaszország        | Emilio Colombo                                                             | Aldo Moro                                                                      |                                                                |                                                                            |                            |
| 1972    | jan.–jún. | Luxemburg          | Pierre Werner                                                              | Gaston Thorn                                                                   |                                                                |                                                                            |                            |
| 1972    | júl.–dec. | Hollandia          | Barend Biesheuvel                                                          | Norbert Schmelzer                                                              |                                                                |                                                                            |                            |
| 1973    | jan.–jún. | Belgium            | Gaston Eyskens, január 26-tól Edmond Leburton                              | Pierre Harmel                                                                  |                                                                |                                                                            |                            |
| 1973    | júl.–dec. | Dánia              | Anker Jørgensen, december 19-től Poul Hartling                             | Ivar Nørgaard                                                                  |                                                                |                                                                            |                            |
| 1974    | jan.–jún. | NSZK               | Willy Brandt, május 7-16 között Walter Scheel, május 26-tól Helmut Schmidt | Walter Scheel                                                                  |                                                                |                                                                            |                            |
| 1974    | júl.–dec. | Franciaország      | Jacques Chirac                                                             | Jean Sauvagnargues                                                             |                                                                |                                                                            |                            |
| 1975    | jan.–jún. | Írország           | Liam Cosgrave                                                              | Garret FitzGerald                                                              |                                                                |                                                                            |                            |
| 1975    | júl.–dec. | Olaszország        | Aldo Moro                                                                  | Mariano Rumor                                                                  |                                                                |                                                                            |                            |
| 1976    | jan.–jún. | Luxemburg          | Gaston Thorn                                                               | Gaston Thorn                                                                   |                                                                |                                                                            |                            |
| 1976    | júl.–dec. | Hollandia          | Joop den Uyl                                                               | Max van der Stoel                                                              |                                                                |                                                                            |                            |
| 1977    | jan.–jún. | Egyesült Királyság | James Callaghan                                                            | Anthony Crosland, majd David Owen                                              |                                                                |                                                                            |                            |
| 1977    | júl.–dec. | Belgium            | Leo Tindemans                                                              | Henri Simonet                                                                  |                                                                |                                                                            |                            |
| 1978    | jan.–jún. | Dánia              | Anker Jørgensen                                                            | Knud Børge Andersen                                                            |                                                                |                                                                            |                            |
| 1978    | júl.–dec. | NSZK               | Helmut Schmidt                                                             | Hans-Dietrich Genscher                                                         |                                                                |                                                                            |                            |
| 1979    | jan.–jún. | Franciaország      | Valéry Giscard d’Estaing                                                   | Jean François-Poncet                                                           |                                                                |                                                                            |                            |
| 1979    | júl.–dec. | Írország           | Jack Lynch, december 11-től Charles Haughey                                | Michael O'Kennedy                                                              |                                                                |                                                                            |                            |
| 1980    | jan.–jún. | Olaszország        | Francesco Cossiga                                                          | Attilio Ruffini                                                                |                                                                |                                                                            |                            |
| 1980    | júl.–dec. | Luxemburg          | Pierre Werner                                                              | Colette Flesch                                                                 |                                                                |                                                                            |                            |
| 1981    | jan.–jún. | Hollandia          | Dries van Agt                                                              | Chris van der Klaauw                                                           |                                                                |                                                                            |                            |
| 1981    | júl.–dec. | Egyesült Királyság | Margaret Thatcher                                                          | Peter Carington                                                                |                                                                |                                                                            |                            |
| 1982    | jan.–jún. | Belgium            | Wilfried Martens                                                           | Leo Tindemans                                                                  |                                                                |                                                                            |                            |
| 1982    | júl.–dec. | Dánia              | Anker Jørgensen, szeptember 10-től Poul Schlüter                           | Uffe Ellemann-Jensen                                                           |                                                                |                                                                            |                            |
| 1983    | jan.–jún. | NSZK               | Helmut Kohl                                                                | Hans-Dietrich Genscher                                                         |                                                                |                                                                            |                            |
| 1983    | júl.–dec. | Görögország        | Andreasz Papandréu                                                         | Grigórisz Várfisz                                                              |                                                                |                                                                            |                            |
| 1984    | jan.–jún. | Franciaország      | François Mitterrand                                                        | Roland Dumas                                                                   |                                                                |                                                                            |                            |
| 1984    | júl.–dec. | Írország           | Garret FitzGerald                                                          | Peter Barry                                                                    |                                                                |                                                                            |                            |
| 1985    | jan.–jún. | Olaszország        | Bettino Craxi                                                              | Giulio Andreotti                                                               |                                                                |                                                                            |                            |
| 1985    | júl.–dec. | Luxemburg          | Jacques Santer                                                             | Jacques Poos                                                                   |                                                                |                                                                            |                            |
| 1986    | jan.–jún. | Hollandia          | Ruud Lubbers                                                               | Hans van den Broek                                                             |                                                                |                                                                            |                            |
| 1986    | júl.–dec. | Egyesült Királyság | Margaret Thatcher                                                          | Geoffrey Howe                                                                  |                                                                |                                                                            |                            |
| 1987    | jan.–jún. | Belgium            | Wilfried Martens                                                           | Leo Tindemans                                                                  |                                                                |                                                                            |                            |
| 1987    | júl.–dec. | Dánia              | Poul Schlüter                                                              | Uffe Ellemann-Jensen                                                           |                                                                |                                                                            |                            |
| 1988    | jan.–jún. | NSZK               | Helmut Kohl                                                                | Hans-Dietrich Genscher                                                         |                                                                |                                                                            |                            |
| 1988    | júl.–dec. | Görögország        | Andreas Papandreou                                                         | Theodoros Pangalos                                                             |                                                                |                                                                            |                            |
| 1989    | jan.–jún. | Spanyolország      | Felipe González                                                            | Francisco Fernández Ordóñez                                                    |                                                                |                                                                            |                            |
| 1989    | júl.–dec. | Franciaország      | François Mitterrand                                                        | Roland Dumas                                                                   |                                                                |                                                                            |                            |
| 1990    | jan.–jún. | Írország           | Charles Haughey                                                            | Gerard Collins                                                                 |                                                                |                                                                            |                            |
| 1990    | júl.–dec. | Olaszország        | Giulio Andreotti                                                           | Gianni De Michelis                                                             |                                                                |                                                                            |                            |
| 1991    | jan.–jún. | Luxemburg          | Jacques Santer                                                             | Jacques Poos                                                                   |                                                                |                                                                            |                            |
| 1991    | júl.–dec. | Hollandia          | Ruud Lubbers                                                               | Hans van den Broek                                                             |                                                                |                                                                            |                            |
| 1992    | jan.–jún. | Portugália         | Aníbal Cavaco Silva                                                        | João de Deus Pinheiro                                                          |                                                                |                                                                            |                            |
| 1992    | júl.–dec. | Egyesült Királyság | John Major                                                                 | Douglas Hurd                                                                   |                                                                |                                                                            |                            |
| 1993    | jan.–jún. | Dánia              | Poul Schlüter, január 25-től Poul Nyrup Rasmussen                          | Uffe Ellemann-Jensen, január 25-től Niels Helveg Petersen                      |                                                                |                                                                            |                            |
| 1993    | júl.–dec. | Belgium            | Jean-Luc Dehaene                                                           | Willy Claes                                                                    |                                                                |                                                                            |                            |
| 1994    | jan.–jún. | Görögország        | Andreas Papandreou                                                         | Karolos Papoulias                                                              |                                                                |                                                                            |                            |
| 1994    | júl.–dec. | Németország        | Helmut Kohl                                                                | Klaus Kinkel                                                                   |                                                                |                                                                            |                            |
| 1995    | jan.–jún. | Franciaország      | François Mitterrand, május 17-től Jacques Chirac                           | Alain Juppé, május 17-től Hervé de Charette                                    |                                                                |                                                                            |                            |
| 1995    | júl.–dec. | Spanyolország      | Felipe González                                                            | Javier Solana                                                                  |                                                                |                                                                            |                            |
| 1996    | jan.–jún. | Olaszország        | Lamberto Dini, május 18-tól Romano Prodi                                   | Susanna Agnelli, május 18-tól Lamberto Dini                                    | ?                                                              |                                                                            |                            |
| 1996    | júl.–dec. | Írország           | John Bruton                                                                | Dick Spring                                                                    | ?                                                              |                                                                            |                            |
| 1997    | jan.–jún. | Hollandia          | Wim Kok                                                                    | Hans van Mierlo                                                                | ?                                                              |                                                                            |                            |
| 1997    | júl.–dec. | Luxemburg          | Jean-Claude Juncker                                                        | Jacques Poos                                                                   | ?                                                              |                                                                            |                            |
| 1998    | jan.–jún. | Egyesült Királyság | Tony Blair                                                                 | Robin Cook                                                                     | presid.fco.gov.uk                                              |                                                                            |                            |
| 1998    | júl.–dec. | Ausztria           | Viktor Klima                                                               | Wolfgang Schüssel                                                              | ?                                                              |                                                                            |                            |
| 1999    | jan.–jún. | Németország        | Gerhard Schröder                                                           | Joschka Fischer                                                                | ?                                                              |                                                                            |                            |
| 1999    | júl.–dec. | Finnország         | Paavo Lipponen                                                             | Tarja Halonen                                                                  | presidency.Finnország.fi                                       |                                                                            |                            |
| 2000    | jan.–jún. | Portugália         | António Guterres                                                           | Jaime Gama                                                                     | ?                                                              |                                                                            |                            |
| 2000    | júl.–dec. | Franciaország      | Lionel Jospin                                                              | Hubert Védrine                                                                 | ?                                                              |                                                                            |                            |
| 2001    | jan.–jún. | Svédország         | Göran Persson                                                              | Anna Lindh                                                                     | eu2001.se                                                      |                                                                            |                            |
| 2001    | júl.–dec. | Belgium            | Guy Verhofstadt                                                            | Louis Michel                                                                   | eu2001.be                                                      |                                                                            |                            |
| 2002    | jan.–jún. | Spanyolország      | José María Aznar                                                           | Josep Piqué i Camps                                                            | ue2002.es                                                      |                                                                            |                            |
| 2002    | júl.–dec. | Dánia              | Anders Fogh Rasmussen                                                      | Per Stig Møller                                                                | eu2002.dk                                                      |                                                                            |                            |
| 2003    | jan.–jún. | Görögország        | Kostas Simitis                                                             | Georgios Andrea Papandreou                                                     | eu2003.gr                                                      |                                                                            |                            |
| 2003    | júl.–dec. | Olaszország        | Silvio Berlusconi                                                          | Franco Frattini                                                                | eu2003.it                                                      |                                                                            |                            |
| 2004    | jan.–jún. | Írország           | Bertie Ahern                                                               | Brian Cowen                                                                    | eu2004.ie                                                      |                                                                            |                            |
| 2004    | júl.–dec. | Hollandia          | Jan Peter Balkenende                                                       | Bernard Bot                                                                    | eu2004.nl                                                      |                                                                            |                            |
| 2005    | jan.–jún. | Luxemburg          | Jean-Claude Juncker                                                        | Jean Asselborn                                                                 | eu2005.lu                                                      |                                                                            |                            |
| 2005    | júl.–dec. | Egyesült Királyság | Tony Blair                                                                 | Jack Straw                                                                     | eu2005.gov.uk                                                  |                                                                            |                            |
| 2006    | jan.–jún. | Ausztria           | Wolfgang Schüssel                                                          | Ursula Plassnik                                                                | eu2006.at                                                      |                                                                            |                            |
| 2006    | júl.–dec. | Finnország         | Matti Vanhanen                                                             | Erkki Tuomioja                                                                 | eu2006.fi                                                      |                                                                            |                            |
| 2007    | jan.–jún. | T1                 | Németország                                                                | Angela Merkel                                                                  | Frank-Walter Steinmeier                                        | eu2007.de                                                                  |                            |
| 2007    | júl.–dec. | T1                 | Portugália                                                                 | Jose Sócrates                                                                  | Luís Amado                                                     | eu2007.pt                                                                  |                            |
| 2008    | jan.–jún. | T1                 | Szlovénia                                                                  | Janez Janša                                                                    | Dimitrij Rupel                                                 | eu2008.si                                                                  |                            |
| 2008    | júl.–dec. | T2                 | Franciaország                                                              | Nicolas Sarkozy                                                                | Bernard Kouchner                                               | ue2008.fr                                                                  |                            |
| 2009    | jan.–jún. | T2                 | Csehország                                                                 | Mirek Topolánek, május 9-től Jan Fischer                                       | Karl zu Schwarzenberg, május 9-től Jan Kohout                  | eu2009.cz                                                                  |                            |
| 2009    | júl.–dec. | T2                 | Svédország                                                                 | Fredrik Reinfeldt                                                              | Carl Bildt                                                     | se2009.eu                                                                  |                            |
| 2010    | jan.–jún. | T3                 | Spanyolország                                                              | José Luis Rodríguez Zapatero                                                   | Miguel Ángel Moratinos Cuyaubé                                 | eu2010.es eutrio.es                                                        | Spanyol EU-elnökség (2010) |
| 2010    | júl.–dec. | T3                 | Belgium                                                                    | Yves Leterme                                                                   | Steven Vanackere                                               | eutrio.be                                                                  | Belga EU-elnökség (2010)   |
| 2011    | jan.–jún. | T3                 | Magyarország                                                               | Orbán Viktor                                                                   | Martonyi János                                                 | eu2011.hu eutrio.hu                                                        | Magyar EU-elnökség (2011)  |
| 2011    | júl.–dec. | T4                 | Lengyelország                                                              | Donald Tusk                                                                    | Radosław Sikorski                                              | pl2011.eu Archiválva 2018. június 25-i dátummal a Wayback Machine-ben      | Lengyel EU-elnökség (2011) |
| 2012    | jan.–jún. | T4                 | Dánia                                                                      | Helle Thorning-Schmidt                                                         | Villy Søvndal                                                  | eu2012.dk                                                                  | Dán EU-elnökség (2012)     |
| 2012    | júl.–dec. | T4                 | Ciprus                                                                     | Dimítrisz Hrisztófiasz                                                         | Erato Kozaku-Markullisz                                        | www.cy2012.eu                                                              | Ciprusi EU-elnökség (2012) |
| 2013    | jan.–jún. | T5                 | Írország                                                                   | Enda Kenny                                                                     | Eamon Gilmore                                                  | eu2013.ie Archiválva 2017. január 10-i dátummal a Wayback Machine-ben      | Ír EU-elnökség (2013)      |
| 2013    | júl.–dec. | T5                 | Litvánia                                                                   | Algirdas Butkevičius                                                           | Linas Antanas Linkevičius                                      | eu2013.lt                                                                  | Litván EU-elnökség (2013)  |
| 2014    | jan.–jún. | T5                 | Görögország                                                                | Antonis Samaras                                                                |                                                                | gr2014.eu                                                                  | Görög EU-elnökség (2014)   |
| 2014    | júl.–dec. | T6                 | Olaszország                                                                | Matteo Renzi                                                                   |                                                                | italia2014.eu Archiválva 2014. június 23-i dátummal a Wayback Machine-ben  |                            |
| 2015    | jan.–jún. | T6                 | Lettország                                                                 | Laimdota Straujuma                                                             |                                                                | eu2015.lv                                                                  |                            |
| 2015    | júl.–dec. | T6                 | Luxemburg                                                                  | Xavier Bettel                                                                  |                                                                | eu2015lu.eu                                                                |                            |
| 2016    | jan.–jún. | T7                 | Hollandia                                                                  | Mark Rutte                                                                     |                                                                | eu2016.nl                                                                  |                            |
| 2016    | júl.–dec. | T7                 | Szlovákia                                                                  | Robert Fico                                                                    |                                                                | sk16.eu                                                                    |                            |
| 2017    | jan.–jún. | T7                 | Málta                                                                      | Joseph Muscat                                                                  |                                                                | eu2017.mt Archiválva 2020. július 18-i dátummal a Wayback Machine-ben      |                            |
| 2017    | júl.–dec. | T8                 | Észtország                                                                 | Jüri Ratas                                                                     |                                                                | eu2017.ee                                                                  |                            |
| 2018    | jan.–jún. | T8                 | Bulgária                                                                   | Bojko Boriszov                                                                 |                                                                | eu2018bg.bg                                                                |                            |
| 2018    | júl.–dec. | T8                 | Ausztria                                                                   | Sebastian Kurz                                                                 |                                                                | eu2018.at                                                                  |                            |
| 2019    | jan.–jún. | T9                 | Románia                                                                    | Viorica Dăncilă                                                                |                                                                | romania2019.eu                                                             |                            |
| 2019    | júl.–dec. | T9                 | Finnország                                                                 | Antti Rinne, december 10-től Sanna Marin                                       |                                                                | eu2019.fi                                                                  |                            |
| 2020    | jan.–jún. | T9                 | Horvátország                                                               | Andrej Plenković                                                               |                                                                | eu2020.hr                                                                  |                            |
| 2020    | júl.–dec. | T10                | Németország                                                                | Angela Merkel                                                                  |                                                                | eu2020.de                                                                  |                            |
| 2021    | jan.–jún. | T10                | Portugália                                                                 | António Costa                                                                  |                                                                | 2021portugal.eu Archiválva 2022. január 3-i dátummal a Wayback Machine-ben | TBD                        |
| 2021    | júl.–dec. | T10                | Szlovénia                                                                  | Janez Janša                                                                    |                                                                | si2021.eu                                                                  | TBD                        |
| 2022    | jan.–jún. | T11                | Franciaország                                                              | Jean Castex, május 16-tól Élisabeth Borne                                      |                                                                | europe2022.fr                                                              | TBD                        |
| 2022    | júl.–dec. | T11                | Csehország                                                                 | Petr Fiala                                                                     |                                                                | eu2022.cz                                                                  | TBD                        |
| 2023    | jan.–jún. | T11                | Svédország                                                                 | Ulf Kristersson                                                                |                                                                | sweden2023.eu                                                              | TBD                        |
| 2023    | júl.–dec. | T12                | Spanyolország                                                              | Pedro Sánchez                                                                  |                                                                | eu2023.es                                                                  | TBD                        |
| 2024    | jan.–jún. | T12                | Belgium                                                                    | Alexander De Croo                                                              |                                                                | belgium2024.eu                                                             | TBD                        |
| 2024    | júl.–dec. | T12                | Magyarország                                                               | Orbán Viktor                                                                   |                                                                | hu24eu.hu                                                                  | Magyar EU-elnökség (2024)  |
| 2025    | jan.–jún. | T13                | Lengyelország                                                              | Donald Tusk                                                                    |                                                                | poland25.eu                                                                | TBD                        |
| 2025    | júl.–dec. | T13                | Dánia                                                                      |                                                                                |                                                                | TBD                                                                        | TBD                        |
| 2026    | jan.–jún. | T13                | Ciprus                                                                     |                                                                                |                                                                | TBD                                                                        | TBD                        |
| 2026    | júl.–dec. | T14                | Írország                                                                   |                                                                                |                                                                | TBD                                                                        | TBD                        |
| 2027    | jan.–jún. | T14                | Litvánia                                                                   |                                                                                |                                                                | TBD                                                                        | TBD                        |
| 2027    | júl.–dec. | T14                | Görögország                                                                |                                                                                |                                                                | TBD                                                                        | TBD                        |
| 2028    | jan.–jún. | T15                | Olaszország                                                                |                                                                                |                                                                | TBD                                                                        | TBD                        |
| 2028    | júl.–dec. | T15                | Lettország                                                                 |                                                                                |                                                                | TBD                                                                        | TBD                        |
| 2029    | jan.–jún. | T15                | Luxemburg                                                                  |                                                                                |                                                                | TBD                                                                        | TBD                        |
| 2029    | júl.–dec. | T16                | Hollandia                                                                  |                                                                                |                                                                | TBD                                                                        | TBD                        |
| 2030    | jan.–jún. | T16                | Szlovákia                                                                  |                                                                                |                                                                | TBD                                                                        | TBD                        |
| 2030    | júl.–dec. | T16                | Málta                                                                      |                                                                                |                                                                | TBD                                                                        | TBD                        |